# Столпово (Московская область)
Столпово — деревня в Зарайском районе Московской области, в составе муниципального образования сельское поселение Гололобовское (до 28 февраля 2005 года входила в состав Ерновского сельского округа), деревня связана автобусным сообщением с райцентром, Рязанью и соседними населёнными пунктами .

## География
Столпово расположено в 7 км на восток от Зарайска, на реке Коптелка (приток реки Осётрик), высота центра деревни над уровнем моря — 177 м.

## Население
| 2002 | 2006 | 2010 |
| ---- | ---- | ---- |
| 13   | ↘5   | ↗12  |

## История
Столпово впервые в исторических документах упоминается в Платежных книгах 1594—1597 годов. Было в вотчине рода Биркиных.  В 1790 году числилось 25 дворов и 207 жителей, в 1858 году — 55 дворов и 326 жителей, в 1906 году — 57 дворов и 506 жителей. В 1929 году был образован колхоз им. 1-го Мая, с 1950 года в составе колхоза им. Калинина, с 1961 года — в составе совхоза им. Калинина.
В 1616 году в Столпово упоминаются две церкви — Николая Чудотворца и Богоявления, в 1752 году была построена новая деревянная Никольская, с Петропавловским приделом (судьба Богоявленской пока неизвестна), сломана в середине XX века.